# 拉斐尔·芬特-达梅尔
拉斐尔·芬特-达梅尔（法語：Rafael Fente-Damers，2006年10月17日—），法国男子游泳运动员，2024年法国精英赛男子100米自由泳银牌得主、2024年夏季奥林匹克运动会男子4×100米混合泳接力铜牌得主。